# Bucle microbiano

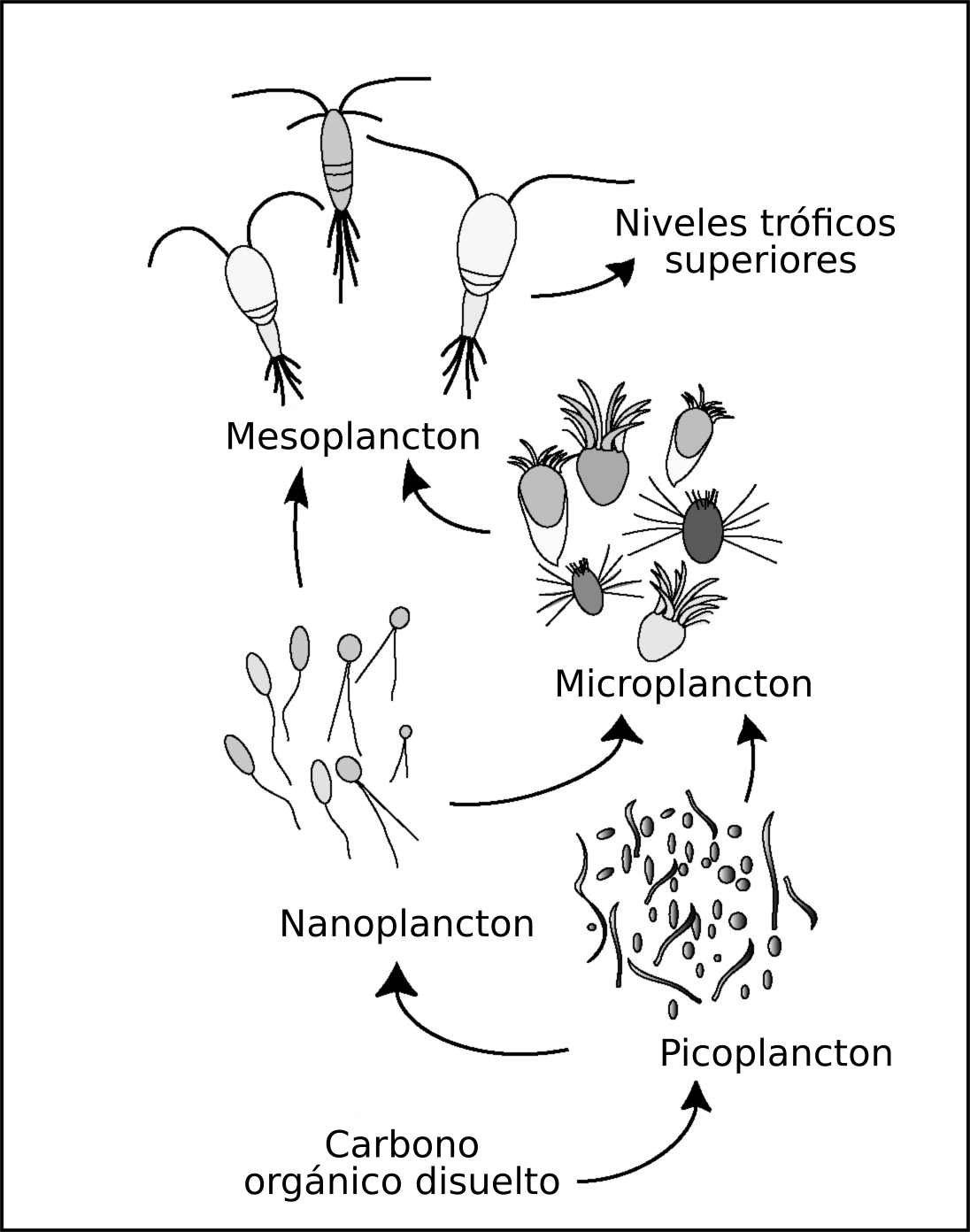
El bucle microbiano acuático es una vía trófica marina que incorpora carbono orgánico disuelto a la cadena alimentaria.

El bucle microbiano describe una vía trófica en la que, en los sistemas acuáticos, el carbono orgánico disuelto (COD) se devuelve a los niveles tróficos superiores a través de su incorporación a la biomasa bacteriana y, a continuación, se acopla a la cadena alimentaria clásica formada por fitoplancton-zooplancton-necton. En los sistemas edáficos, el bucle microbiano se refiere al carbono del suelo. El término bucle microbiano fue acuñado por Farooq Azam, Tom Fenchel et al. en 1983 para incluir el papel desempeñado por las bacterias en los ciclos del carbono y los nutrientes del medio marino.
En general, el carbono orgánico disuelto (COD) se introduce en el medio oceánico a partir de la lisis bacteriana, la fuga o exudación de carbono fijo del fitoplancton (por ejemplo, el exopolímero mucilaginoso de las diatomeas), la senescencia celular repentina, la alimentación descuidada del zooplancton, la excreción de productos de desecho por animales acuáticos o la descomposición o disolución de partículas orgánicas de plantas y suelos terrestres. Las bacterias del bucle microbiano descomponen este detritus particulado para utilizar esta materia rica en energía para su crecimiento. Dado que más del 95% de la materia orgánica de los ecosistemas marinos está formada por compuestos poliméricos de alto peso molecular (por ejemplo, proteínas, polisacáridos y lípidos), sólo una pequeña parte de la materia orgánica disuelta es fácilmente utilizable por la mayoría de los organismos marinos de los niveles tróficos superiores. Esto significa que el carbono orgánico disuelto no está disponible directamente para la mayoría de los organismos marinos; las bacterias marinas introducen este carbono orgánico en la red trófica, con lo que los niveles tróficos superiores disponen de energía adicional. Recientemente, el término "red trófica microbiana" ha sido sustituido por el de "bucle microbiano".

## Historia
Antes del descubrimiento del bucle microbiano, la visión clásica de las redes alimentarias marinas era la de una cadena lineal desde el fitoplancton hasta el necton. En general, no se pensaba que las bacterias marinas fueran consumidores importantes de materia orgánica (incluido el carbono), aunque se sabía que existían. Sin embargo, la visión de una red alimentaria pelágica marina fue cuestionada durante las décadas de 1970 y 1980 por Pomeroy y Azam, quienes sugirieron la vía alternativa del flujo de carbono de bacterias a protozoos y metazoos.
Los primeros trabajos de ecología marina que investigaron el papel de las bacterias en los entornos oceánicos llegaron a la conclusión de que su función era mínima. Los métodos tradicionales de recuento de bacterias (por ejemplo, el cultivo en placas de agar) sólo arrojaban pequeñas cantidades de bacterias muy inferiores a su verdadera abundancia ambiental en el agua de mar. Los avances tecnológicos en el recuento de bacterias han permitido comprender la gran importancia de las bacterias marinas en los medios oceánicos.
En la década de 1970, Francisco et al. (1973) y Hobbie et al. (1977) desarrollaron la técnica alternativa del recuento microscópico directo. Las células bacterianas se contaban con un microscopio de epifluorescencia, produciendo lo que se denomina "recuento directo con naranja de acridina" (AODC). Esto condujo a una reevaluación de la gran concentración de bacterias en el agua de mar, que resultó ser mayor de lo que se esperaba (normalmente del orden de 1 millón por mililitro). Además, el desarrollo del "ensayo de productividad bacteriana" demostró que una gran fracción (es decir, el 50%) de la producción primaria neta (PPN) era procesada por bacterias marinas.
En 1974, Larry Pomeroy publicó un artículo en BioScience titulado "The Ocean's Food Web: A Changing Paradigm", en el que se destacaba el papel clave de los microbios en la productividad oceánica. A principios de la década de 1980, Azam y un grupo de destacados oceanógrafos publicaron la síntesis de su debate en la revista Marine Ecology Progress Series con el título "The Ecological Role of Water Column Microbes in the Sea". El término "bucle microbiano" se introdujo en este trabajo, en el que se señalaba que los protistas consumidores de bacterias pertenecían a la misma clase de tamaño que el fitoplancton y probablemente eran un componente importante de la dieta de los crustáceos planctónicos.
La evidencia acumulada desde entonces ha indicado que algunos de estos protistas bacterivoros (como los ciliados ) en realidad son depredados selectivamente por estos copépodos. En 1986, Sallie W. Chisholm, Robert J. Olson y otros colaboradores descubrieron Prochlorococcus, que se encuentra en gran abundancia en áreas oligotróficas del océano (aunque había varios registros anteriores de cianobacterias muy pequeñas que contenían clorofila b en el océano Prochlorococcus fue descubierto en 1986). A partir de este descubrimiento, los investigadores observaron el papel cambiante de las bacterias marinas a lo largo de un gradiente de nutrientes desde áreas eutróficas a oligotróficas en el océano.

## Factores que controlan el ciclo microbiano
La eficacia del bucle microbiano viene determinada por la densidad de bacterias marinas en su interior. Ha quedado claro que la densidad bacteriana está controlada principalmente por la actividad de pastoreo de pequeños protozoos y varios grupos taxonómicos de flagelados. Además, la infección vírica provoca la lisis bacteriana, que libera el contenido celular de nuevo en la reserva de materia orgánica disuelta (MOD), lo que reduce la eficacia global del circuito microbiano. La mortalidad por infección vírica tiene casi la misma magnitud que la causada por el pastoreo de protozoos. Sin embargo, en comparación con el pastoreo de protozoos, el efecto de la lisis vírica puede ser muy diferente porque la lisis es altamente específica de cada bacteria marina. Tanto el pastoreo de protozoos como la infección vírica equilibran la mayor parte del crecimiento bacteriano. Además, el bucle microbiano domina en las aguas oligotróficas, más que en las zonas eutróficas, donde predomina la clásica cadena alimentaria del plancton, debido al frecuente suministro fresco de nutrientes minerales (por ejemplo, floración primaveral en aguas templadas, zonas de afloramiento). La magnitud de la eficiencia del bucle microbiano puede determinarse midiendo la incorporación bacteriana de sustratos radiomarcados (como timidina tritiada o leucina).

## En los ecosistemas marinos
El bucle microbiano es especialmente importante para aumentar la eficacia de la red trófica marina mediante la utilización de la materia orgánica disuelta (MOD), que normalmente no está disponible para la mayoría de los organismos marinos. En este sentido, el proceso contribuye al reciclaje de la materia orgánica y los nutrientes y media en la transferencia de energía por encima de la termoclina. Más del 30% del carbono orgánico disuelto (COD) incorporado a las bacterias es respirado y liberado en forma de dióxido de carbono. El otro efecto principal del bucle microbiano en la columna de agua es que acelera la mineralización mediante la regeneración de la producción en entornos limitados en nutrientes (por ejemplo, aguas oligotróficas). En general, el conjunto del bucle microbiano representa en cierta medida entre cinco y diez veces la masa de todos los organismos marinos multicelulares del ecosistema marino. Las bacterias marinas son la base de la red trófica en la mayoría de los entornos oceánicos, y mejoran la eficiencia trófica tanto de las redes tróficas marinas como de importantes procesos acuáticos (como la productividad de las pesquerías y la cantidad de carbono exportado al fondo oceánico). Por lo tanto, el bucle microbiano, junto con la producción primaria, controla la productividad de los sistemas marinos en el océano.
Muchas bacterias planctónicas son móviles, utilizan un flagelo para propagarse y quimiotaxan para localizar, desplazarse y adherirse a una fuente puntual de materia orgánica disuelta (MOD), donde las células de crecimiento rápido digieren la totalidad o parte de la partícula. La acumulación en tan sólo unos minutos en tales zonas es directamente observable. Por lo tanto, la columna de agua puede considerarse hasta cierto punto como un lugar espacialmente organizado a pequeña escala en lugar de un sistema completamente mezclado. Esta formación de zonas afecta a la transferencia de materia y energía mediada biológicamente en el bucle microbiano.
Más actualmente, se considera que el bucle microbiano está más extendido. En las micropartículas formadas abióticamente se encuentran compuestos químicos típicos de las bacterias (como ADN, lípidos, azúcares, etc.) y valores similares de relación C:N por partícula. Las micropartículas son una fuente de alimento potencialmente atractiva para el plancton bacterívoro. Si este es el caso, el bucle microbiano puede ampliarse por la vía de la transferencia directa de materia orgánica disuelta a través de la formación abiótica de micropartículas a niveles tróficos superiores. Esto tiene una importancia ecológica doble. En primer lugar, se produce sin pérdida de carbono y hace que la materia orgánica esté disponible de forma más eficiente para los organismos fagotróficos, en lugar de sólo para las bacterias heterotróficas. Además, la transformación abiótica en el bucle microbiano ampliado depende únicamente de la temperatura y de la capacidad de agregación de la MOD, mientras que la transformación biótica depende de su disponibilidad biológica.

## En los ecosistemas terrestres

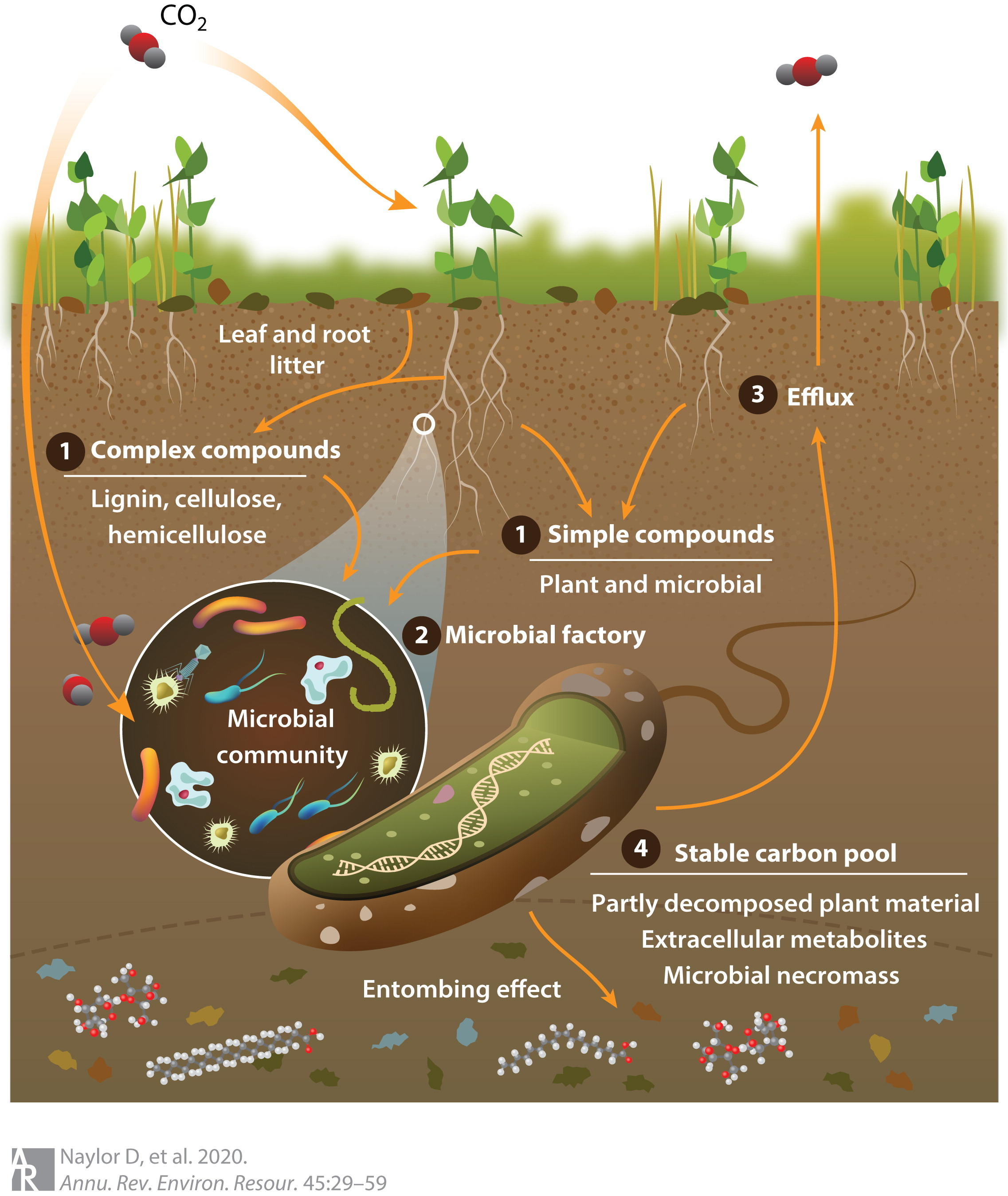

Los ecosistemas del suelo son muy complejos y están sujetos a diferentes perturbaciones a escala del paisaje que determinan si el carbono del suelo se retiene o se libera a la atmósfera. El destino final del carbono orgánico del suelo está en función de las actividades combinadas de las plantas y los organismos subterráneos, incluidos los microbios del suelo. Aunque se sabe que los microorganismos del suelo soportan una plétora de funciones biogeoquímicas relacionadas con el ciclo del carbono, la gran mayoría del microbioma del suelo permanece sin cultivar y tiene funciones en gran medida crípticas. Hasta la fecha, solo se ha catalogado una mera fracción de la vida microbiana del suelo, aunque cada vez se descubren más microbios y virus del suelo. Esta falta de conocimiento genera incertidumbre sobre la contribución de los microorganismos del suelo al ciclo del carbono orgánico del suelo y dificulta la construcción de modelos predictivos precisos para el flujo global de carbono bajo el cambio climático.
La falta de información sobre el potencial metabólico del microbioma del suelo hace especialmente difícil tener en cuenta con precisión los cambios en las actividades microbianas que se producen en respuesta a los cambios medioambientales. Por ejemplo, los aportes de carbono de origen vegetal pueden hacer que la actividad microbiana descomponga el carbono orgánico existente en el suelo a un ritmo superior al previsto en los modelos, lo que puede dar lugar a errores en los modelos de predicción de los flujos de carbono.
Para explicarlo, se ha desarrollado un modelo conceptual conocido como la bomba de carbono microbiana, ilustrado en el diagrama de la derecha, para definir cómo los microorganismos del suelo transforman y estabilizan la materia orgánica del suelo. Como se muestra en el diagrama, el dióxido de carbono de la atmósfera es fijado por las plantas (o microorganismos autótrofos) y añadido al suelo a través de procesos como 
(1) la exudación por las raíces de compuestos de carbono simples de bajo peso molecular, o la deposición de hojarasca y hojarasca radicular que conduce a la acumulación de polisacáridos vegetales complejos. 
(2) A través de estos procesos, el carbono se hace biodisponible para la "fábrica" metabólica microbiana y posteriormente es 
(3) respirado a la atmósfera o 
(4) entra en la reserva de carbono estable como necromasa microbiana. 
El equilibrio exacto entre el flujo de carbono y su persistencia depende de varios factores, como la composición de la comunidad vegetal sobre el suelo y los perfiles del exudado radicular, las variables ambientales y los fenotipos microbianos colectivos (es decir, el metafenoma).
En este modelo, las actividades metabólicas microbianas para la renovación del carbono se dividen en dos categorías: modificación ex vivo, referida a la transformación del carbono derivado de las plantas por enzimas extracelulares, y renovación in vivo, para el carbono intracelular utilizado en la renovación de la biomasa microbiana o depositado como biomasa microbiana muerta, denominada necromasa. Los impactos contrastados de las actividades catabólicas que liberan carbono orgánico del suelo en forma de dióxido de carbono (CO2), frente a las vías anabólicas que producen compuestos estables de carbono, controlan las tasas netas de retención de carbono. En particular, el secuestro microbiano de carbono representa un aspecto subrepresentado del flujo de carbono del suelo que el modelo de bomba de carbono microbiano intenta abordar. Un área relacionada de incertidumbre es cómo el tipo de carbono derivado de las plantas mejora el almacenamiento microbiano de carbono orgánico del suelo o, alternativamente, acelera la descomposición del carbono orgánico del suelo. Por ejemplo, la hojarasca y la hojarasca de acículas sirven como fuentes de carbono para el crecimiento microbiano en los suelos forestales, pero la química y el pH de la hojarasca varían según el tipo de vegetación (por ejemplo, entre la hojarasca radicular y la hojarasca foliar o entre la hojarasca de los bosques caducifolios y la de las coníferas ). A su vez, estas diferencias bioquímicas influyen en los niveles de carbono orgánico del suelo al cambiar la dinámica de descomposición. Asimismo, el aumento de la diversidad de las comunidades vegetales incrementa las tasas de rizodeposición, estimulando la actividad microbiana y el almacenamiento de carbono orgánico del suelo, aunque los suelos alcanzan finalmente un punto de saturación a partir del cual no pueden almacenar carbono adicional.